# Руйчовци
Ру́йчовци (болг. Руйчовци) — село в Болгарии. Находится в Габровской области, входит в общину Габрово. Население по последней переписи составляет 4 человека (2021). До 1995 года имело статус колибы.

## История
По первой после обретения Болгарией независимости переписи 1880 года село было учтено как колиба Руйчовци общины Тырнито околии Габрово округа Севлиево. К 1887 году колиба перешла в состав общины Топлеш той же околии. По переписи 1892 года в колибе было 12 зданий. По переписи 1900 года в колибе, отошедшей вместе с околией к округу Тырново, числилось 13 зданий, в 1905 году — также 13 зданий, в 1910 году — 15 зданий.
По переписи 1920 года в колибе той же общины околии Габрово округа Тырново имелось 13 зданий и 13 домохозяйств, а по переписи 1926 года — 16 зданий и 14 домохозяйств. В 1934 году в колибе по переписи было 14 домохозяйств в 17 жилых зданиях.
С 1949 года — в составе общины Топлеш Габровской околии Горнооряховского округа, с начала 1951 года — Тырновского округа. В конце 1955 года колиба перешла в околию город Габрово. В 1959 году околии были ликвидированы, и колиба вошла в состав Габровского округа, а с 3 октября 1961 года — в общину Габрово этого округа.
С 1 сентября 1987 года колиба находилась в Ловечской области, а с 1999 года — во вновь образованной Габровской области. В 1995 году получила статус села.

## Население
| 1880 | 1887 | 1892 | 1900 | 1905 | 1910 | 1920 | 1926 | 1934 | 1946 | 1956 | 1965 | 1975 | 1985 | 1992 | 2001 | 2011 | 2021 |
| ---- | ---- | ---- | ---- | ---- | ---- | ---- | ---- | ---- | ---- | ---- | ---- | ---- | ---- | ---- | ---- | ---- | ---- |
| 67   | 66   | 65   | 69   | 73   | 69   | 54   | 55   | 57   | 52   | 53   | 20   | 11   | 7    | 4    | 4    | 1    | 4    |

### Национальный состав
В течение первых шести переписей 1880—1910 годов все переписанные были болгарами.

### Возрастно-половой состав
По переписи 2021 года в селе проживало 4 человека: мальчик возрастом 0—4 года, мужчина и женщина в возрасте 20—24 лет и мужчина возрастом 25—29 лет. По переписи 2011 года — 1 человек (мужчина в возрасте 50—54 года).

## Политическая ситуация
Село Руйчовци подчиняется непосредственно общине и не имеет своего кмета. Кмет (мэр) общины Габрово — Таня Венкова Христова (ГЕРБ).